# Veronica diosmifolia
Veronica diosmifolia är en grobladsväxtart som beskrevs av R. Cunn.. Veronica diosmifolia ingår i släktet veronikor, och familjen grobladsväxter. Inga underarter finns listade i Catalogue of Life.

## Bildgalleri

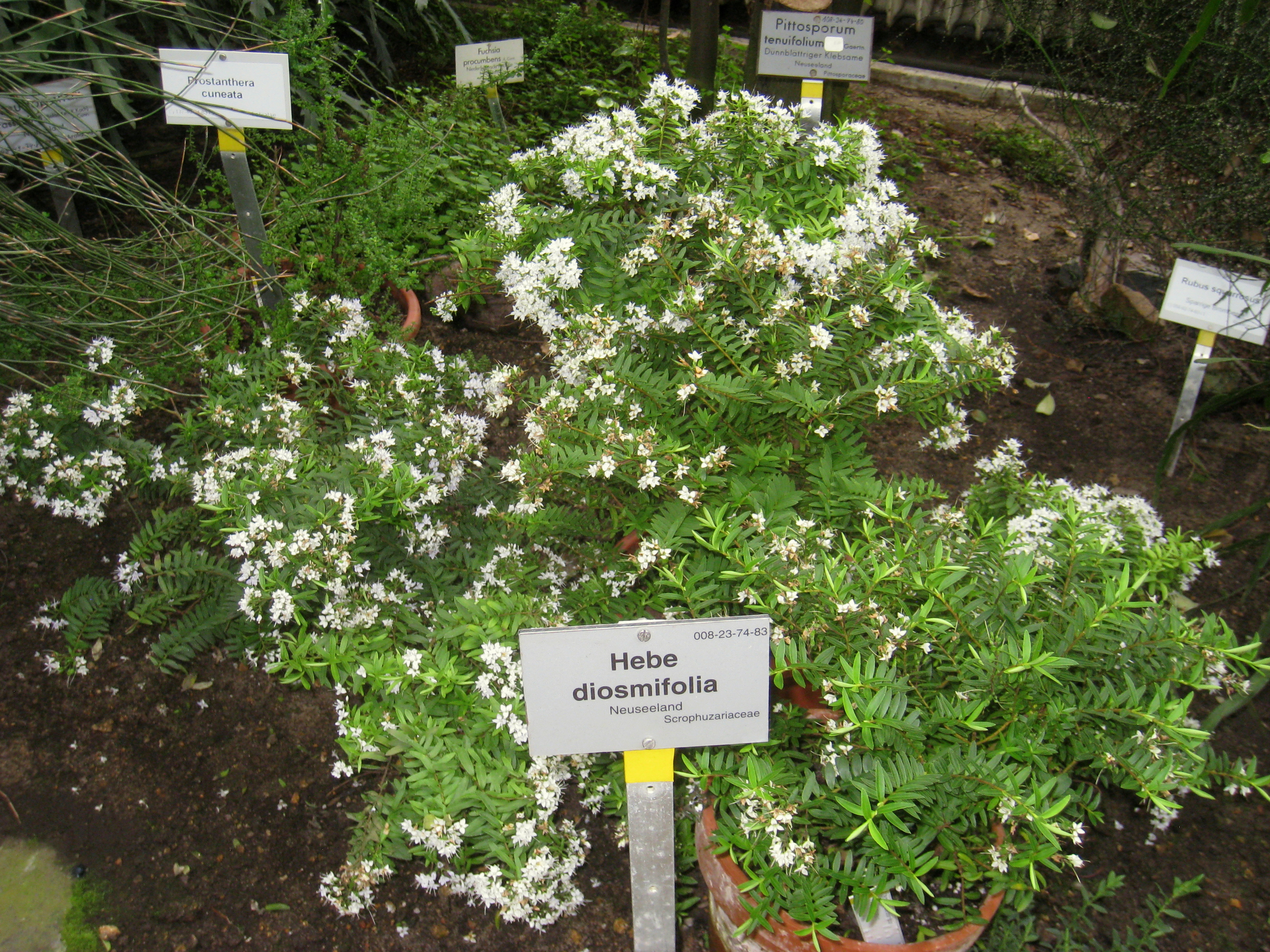